# Artériole efférente rénale
Les artérioles efférentes sont des vaisseaux sanguins qui font partie des voies urinaires des organismes. Efférent (du latin ex + ferre) signifie « sortant », signifiant dans ce cas transporter le sang loin du glomérule. Les artérioles efférentes se forment à partir d'une convergence des capillaires du glomérule et transportent le sang du glomérule déjà filtré. Elles jouent un rôle important dans le maintien du débit de filtration glomérulaire malgré les fluctuations de la pression artérielle.
Dans le rein du mammifère, elles suivent deux parcours très différents selon l'emplacement des glomérules dont elles sont issues.
Chez le mammifère, environ 15% des glomérules se trouvent près de la frontière entre le cortex rénal et la médullaire rénale et sont connus sous le nom de glomérules juxtamédullaires. Les autres sont simplement des glomérules corticaux indifférenciés.

## Glomérules corticaux indifférenciés
Les artérioles efférentes des glomérules corticaux indifférenciés sont les plus complexes. Dès leur sortie du glomérule, elles se décomposent en capillaires péritubulaires et font partie d'un riche plexus de vaisseaux entourant les parties corticales des tubules rénaux.

## Glomérules juxtamédullaires
Les artérioles efférentes des glomérules juxtamédullaires sont très différentes. Elles se décomposent, mais elles forment des groupes de vaisseaux (arteriolae recti) qui traversent la zone externe de la médullaire pour perfuser la zone interne.
Les vaisseaux revenant de la médullaire (venulae recti) croisent de façon très régulière les arteriolae recti descendantes pour former un rete mirabile bien organisé.
Ce rete est responsable de l'isolement osmotique de la médullaire interne du reste du rein et permet ainsi l'excrétion d'une urine hypertonique lorsque les circonstances l'exigent. Le rete isolant également la médullaire interne des échanges gazeux, tout métabolisme dans cette zone est donc anaérobie, et les globules rouges, inutiles, sont généralement shuntés des arteriolae recti par un mécanisme encore inconnu dans le plexus capillaire entourant les tubules de la zone externe de la médullaire.
Le sang dans ce plexus et revenant de la médullaire interne trouve son chemin vers la veine rénale et la circulation générale par des voies similaires à celles assurant le drainage du reste du cortex.

## Régulation du débit de filtration glomérulaire
Lorsque les niveaux d'angiotensine II augmentent en raison de l'activation du système rénine-angiotensine-aldostérone, la plupart des artères du corps subissent une vasoconstriction, afin de maintenir une tension artérielle adéquate. Cependant, cela réduit le flux sanguin vers les reins. Pour compenser, les artérioles efférentes se contractent à un degré plus élevé que les autres artères, en réponse à des niveaux accrus d'angiotensine II. La pression dans les capillaires glomérulaires est donc maintenue et le débit de filtration glomérulaire reste adéquat.
Cependant, dans les états où l'angiotensine II est très élevée pendant une période de temps prolongée, la pression oncotique des capillaires augmentera, s'opposant à la pression hydrostatique accrue à cause de la constriction efférente. Cela diminuera le taux de filtration glomérulaire en fonction du niveau d'augmentation oncotique dans les capillaires, entraînant une diminution de la fraction de filtration.

## Images supplémentaires

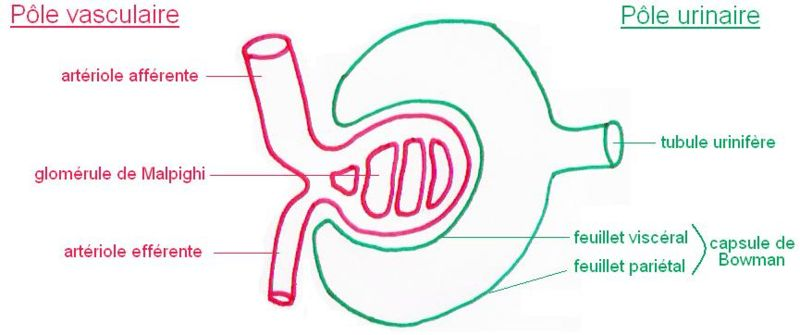
Corpuscule malpighien.
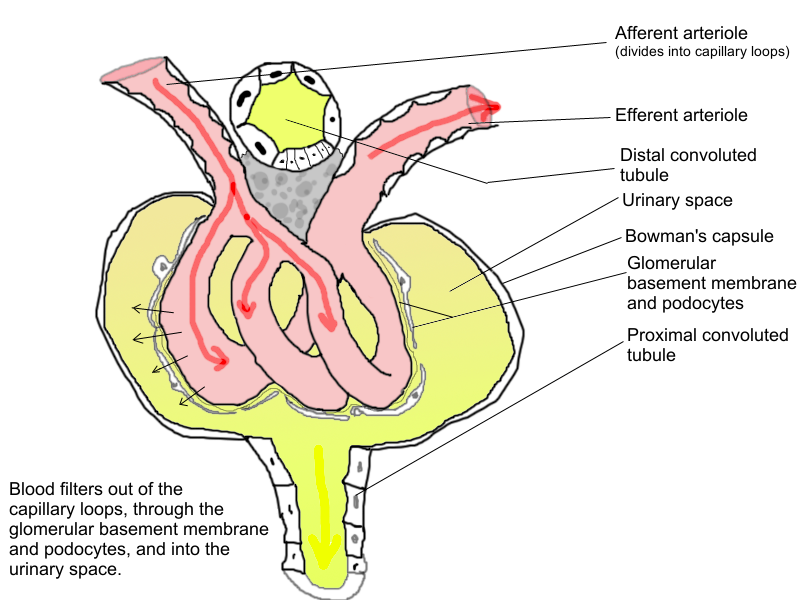
Glomérule.
Corpuscule rénal.